# 防災工学
防災工学（ぼうさいこうがく、英語: disaster prevention engineering）は、土木工学に含まれる学問であり、地震、火山噴火、津波、異常気象、大規模火災といった、災害から人命や財産、都市を守る方法、避難施設の設置場所、避難者を安全に避難させる方法を研究する。
国や地方公共団体は研究だけでなく実際に災害が起きたときに実践している。

## 現状
兵庫県南部地震を機に防災意識が高まり、防災工学をカリキュラムに置く教育機関が増えた。
日本国内では、土木工学の一環として大学、高等専門学校、高等学校で防災工学を研究、学習をしている。災害が起きるたびに様々な課題が浮かび上がり、参考文献にある防災工学の教科書も間に合わないのが現状である。
独立した学部を有する大学は非常に少ないが、土木工学系の学科、地理学科の中で開講している大学はある。
比較的新しい学問であるが、軍事工学と共通する分野が少なくない。
人命に関わることであり、国や地方公共団体でも研究されている。
義務教育課程での教育として「防災教育」がある。

## 融合する学問
- 地震 - 地震工学[5]
- 火山噴火 - 火山工学[6]
- 津波 - 津波工学
- 異常気象 - 気象工学[7]
- 大規模火災 - 火災安全工学
- 爆発 - 爆発安全工学

## 隣接する学問
- 安全工学
- 災害科学
- 防災学
- 海岸工学
- 港湾工学
- 河川工学
- 地球物理学
- 水理学
- 地盤工学
- 都市工学
- 地理学
- 建築防災工学
- 構造工学/構造力学 （建築構造力学、耐震構造力学）
- 軍事工学
- 計算科学/計算工学 - 避難誘導解析等

## 防災工学を履修できる教育機関
国立大学
- 北見工業大学工学部　地球環境工学科　環境防災工学コース
- 北海道大学大学院工学研究院　環境フィールド工学部門　防災地盤工学講座
- 弘前大学理工学部　地球環境防災学科
- 岩手大学理工学部 理工学専攻 社会基盤・環境コース 防災工学分野／農学部 森林防災工学研究室
- 金沢大学理工学域　地球社会基盤学類　土木防災コース
- 名古屋工業大学高度防災工学研究センター
- 岐阜大学工学部　社会基盤工学科　防災コース
- 京都大学大学院工学研究科　 社会基盤工学専攻　地盤防災工学分野、海岸防災工学分野、防災水工学分野
- 島根大学総合理工学部 総合理工学科 自然環境・住環境分野（防災科学⼈材養成履修モデルを用意）
- 島根大学大学院総合理工学研究科　博士前期課程　総合理工学専攻地球科学・地球環境コース／自然災害軽減科学プログラム／島根大学自然災害軽減教育研究センター
- 愛媛大学農学部生物環境学科 地域環境工学コース 地域防災学／愛媛大学防災情報研究センター
- 香川大学創造工学部　創造工学科　防災・危機管理コース
- 高知大学理工学部　地球環境防災学科
- 九州大学大学院工学研究院 附属 アジア防災研究センター／国土政策・防災研究室／社会基盤部門　防災地盤工学研究室

私立大学
- 前橋工科大学工学部　防災地盤工学研究室
- 関東学院大学理工学部　理工学科　土木・都市防災コース
- 愛知工業大学工学部　土木工学科 土木工学専攻・防災土木工学専攻
- 新潟工科大学工学部　工学科　建築都市学系 都市防災コース
- 金沢工業大学工学部／地域防災環境科学研究所
- 関西大学環境都市工学部 都市システム工学科 地盤防災工学研究室
- 大阪工業大学工学部　都市デザイン工学科　地盤防災研究室

高等専門学校
これ以外にも防災工学を履修できる教育機関はある。
この他、 建築防災学（例えば、 広島大学工学部第四類（建設・環境系） 建築プログラム 建築構造学講座：建築防災学研究室）、環境安全工学（例えば、 日本大学生産工学部 環境安全工学科　環境安全コース、持続可能社会実現等）、社会防災学（例えば、 神戸学院大学現代社会学部に、社会防災学科）がある。 富士常葉大学には環境防災学部を設置していたが、2010年社会環境学部社会環境学科防災・地域安全コースへと再編された。 同大学大学院には環境防災研究科がある。 また、林学・森林科学での砂防学、緑地防災学（例えば、鳥取大学 農学部 生命環境農学科　里地里山環境管理学コース（旧生物資源環境学科 森林科学コース）緑地防災学分野）、 立命館大学歴史都市防災研究所の文化遺産防災学 などがある。

## 参考

### 防災の歴史

#### 水害防災
古代から自然災害による被害の記録が残されており、その対策も考えられていた。
治山治水は重要な行政であった。土木工学の一端として堤防を建設したり、河川改修といった防災活動を行った。
河川改修といった防災活動の学校教育としての研究は、河川工学や海岸工学に含まれ、防災として独立した学問の成立は近年のことであった。
日本国内では、大和朝廷が唐の制度を取り入れた堤防修築の工法が国司や郡司によって全国の河川に普及された
江戸時代に入り、徳川幕府や、諸大名の河川改修は河川の流れを直線にし、堤防を堅固にして洪水を起こさないようにする工法が取り入れられ、これは明治時代以後にも採用された。

### 地震工学例
地震の発生メカニズムは弾性反発説で説明される。プレートの運動により地中に応力が蓄積してひずみがたまる。岩盤がひずみに耐えられなくなったときに断層の跡など、断層の弱いところで断層運動をすることによってひずみを解放する。このときの振動が地震波となって地面を揺らす。地震の規模はマグニチュードで表される。
マグニチュード(M)は震央から100km離れた地点に置かれた地震計に記録された最大振幅(a)をマイクロメートルを単位にして測った値の常用対数と定義している。
{\displaystyle \ M=log_{10}a}
例えば最大振幅　a =10000のとき、つまり最大振幅が10mmのときは、
{\displaystyle \ M=log_{10}10000}
{\displaystyle \ =4}
マグニチュードは4となる。
マグニチュードが大きくなると地震により発散されるエネルギー(　E　)も大きくなり、次の式で表される。
{\displaystyle \ log_{10}E=1.5M+4.8}
(　E　の単位はジュール)
例えばM = 4のとき、
{\displaystyle \ log_{10}E=6+4.8}
{\displaystyle \ 10^{10.8}}
また、M = 5のとき、
{\displaystyle \ log_{10}E=7.5+4.8}
{\displaystyle \ 10^{12.3}}
さらにM = 6のとき、
{\displaystyle \ log_{10}E=9+4.8}
{\displaystyle \ 10^{13.8}}
以上より、マグニチュードが4から5の比較をすると、
{\displaystyle \ 10^{12.3}/10^{10.8}}
{\displaystyle \ =10^{1.5}}
この式から、マグニチュードが1大きくなるとエネルギーは10√10倍(約32倍)、マグニチュードが2大きくなるとエネルギーが1000倍になることがわかる。
近代まで地震の起きる原因は科学的な知識はなかった。
近代に入り、地球物理学が発達すると今度は地震の予知の研究が発生したが、現在時点において成功した事例はない。
建築物の耐震化や住民が防災意識を持つこと、発生した際の救助体制を整えることが優先課題である。

### 災害の例

#### 火山噴火
地震と同様、近代以前は火山噴火は迷信によって起こると思われていたが、地震などの前兆があり、事前に避難することが出来た。
通信手段のない時代、遠隔地では避難することが出来ず、火山灰による被害が起きた。
近代に至り、地球物理学が発達すると今度は火山を活火山、休火山、死火山と分けるようになった。しかし、これまで死火山と思われていた火山が突然活動を始めるなど、この区分けが無意味であることが分かった。
火山の恩恵として温泉が湧き出すなど、観光面での経済効果はあるが、噴火の際の被害は大きい。
いわゆる破局噴火については現代でも予知は難しく、発生した場合、直接的な被害は地球規模となる。対策として事前の避難しかない。

#### 津波
地震によって海底が隆起したり陥没することによって起きる波を津波という。津波の周期は数十分、波長は数十kmに及び、波の進む速さをV、海の深さをh、重力加速度をgとすると、
{\displaystyle \mathrm {V} ={\sqrt {gh}}}
となる。
地震のあとに津波が来ることは古来から知られていたが、近代以降も三陸地方を中心に被害が発生した。
明治三陸地震、昭和三陸地震、1960年のチリ地震で大きな被害が起きたが、それでも、その後の被害が発生した。
遠隔地で起きた地震による津波が押し寄せることもあり、対策が困難である。
津波多発地帯に住居を構えないことが最大の対策だが、これ以外に防災意識の向上と避難場所の確保、避難することが重要である。

#### 異常気象
地表への降水は大部分が河川に流れ込み、一部は地表にしみこんで地下水となる。
河川に流れ込んだ降水は侵食し、運搬し、堆積する。これを河川の3作用という。流水の運搬力は流速の6乗に比例するので、豪雨となって流速が大きくなると、河川の土木構造物が破壊されることがあるので危険である。
天気予報のなかった近代以前、洪水対策は河川改修であった。
江戸時代には屈曲していた河川を直線にして堤防を嵩上げしていたが、抜本的な対策には至らなかった。
明治時代も同様な政策を行ったが、上水道の確保と水力発電を兼ねてダムを建設してダム湖に貯水し、山地に植林を行い、大規模下水道の建設を行ったが、それでも洪水は完全になくなることはなかった。
天気予報の発達により、豪雨や台風が予想される地域ではあらかじめ早めの避難を呼びかけるようになった。
被災を免れるために鉄道や道路、港湾、空港も閉鎖を行うようになった。

#### 大規模火災
空襲による火災には防火体制を整えても対応が取れないことがある。
大量の焼夷弾を木造密集地域に投下されると消火活動を行っているうちに逃げ遅れることがある。都市が発達すると、そこで発生した火災の被害が大きくなる。
建築物に防火体制を行い、道路を広くして防火帯を設けるといった対応が取られている。
しかし、大規模災害の後に起きた二次災害による火災には対応出来ないことがある。

#### 爆発事故
都市ガス、化学薬品、火薬による爆発事故は広範囲な被害を及ぼす。
滅多に起きない災害だが、対策は必要である。(ハリファックス大爆発参照)。

#### 避難施設からの退避
避難施設が危険になった際には避難者を別に移動する必要が出てくるが、その際に必要になる車両や船舶、航空機をどうするかを考える必要がある。新潟県中越地震では新潟県山古志村は全村民を自衛隊のヘリコプターで村外へ避難させた。
令和6年能登半島地震では2024年1月17日、輪島市の市立中学校3校の生徒401人のうち保護者が同意した258人が白山市の県立施設に集団避難した。輪島市の教員25人が施設内で授業を行う。また、珠洲市と能登町は1月17日、同意した中学生144人が保護者の元を離れて1月21日に金沢市へ1月21日に集団避難すると明らかにした。両市町の校舎が避難所として使われていることから学習機会の確保を目的に実施する。予定は2か月。
これまでに発生した災害では、避難施設に避難してきた避難者に対して給食や救援物資の支給、医療行為を行ってきた。
軍事工学の兵站の応用が必要になる。
避難施設では人間関係が悪化したり、犯罪が発生するので対策が必要である。

#### 破綻例
被災地の被害があまりにも大きいと、被災地を放棄する場合がある。
ローマ帝国ヴェスヴィオ火山の麓のポンペイは79年8月24日の噴火で町は火山灰に覆われ、その後、誰も戻らなかった。1986年4月26日にソビエト連邦のウクライナ・ソビエト社会主義共和国で起きたチェルノブイリ原子力発電所事故では周辺住民40万人が避難し、町は放棄された。この他に、日本国内でも水害や土石流が原因で村が放棄された例がある。
災害の規模があまりにも大きいと国家財政に大きな影響を与える。
太平洋戦争中に愛知県内で起きた地震は航空機工場が倒壊し、勤労動員の多くの学生、生徒が死傷した。航空機生産に大きな支障が生じて戦争遂行能力に大きな影響を与えた。
大都市に大規模災害が起きると多数の死傷者が出るほか、建築物や鉄道、道路が破壊され、これらの復旧に莫大な費用がかかる。また、企業の倒産が増えて失業者も増えると経済に影響が出る。
保険会社による保険金の支払いも、所有している国内の資金には限りがあり、海外の株券を売ることになるがこれは世界経済に大きな影響を与える。